# Белоус, Николай Андреевич
Никола́й Андре́евич Белоу́с (1913 — ?) — советский дипломат. Чрезвычайный и полномочный посол.

## Биография
Член ВКП(б). На дипломатической работе с 1947 года.
- В 1947—1949 годах — сотрудник центрального аппарата МИД СССР.
- В 1949—1953 годах — сотрудник Посольства СССР в Аргентине.
- В 1953—1957 годах — сотрудник центрального аппарата МИД СССР.
- В 1957—1959 годах — советник Посольства СССР в Аргентине.
- В 1959—1961 годах — на ответственной работе в центральном аппарате МИД СССР.
- В 1961—1965 годах — советник-посланник Посольства СССР на Кубе.
- В 1962 году — временный поверенный в делах СССР на Кубе.
- В 1965—1968 годах — на ответственной работе в центральном аппарате МИД СССР.
- С 11 марта 1968 года по 29 июля 1971 года — чрезвычайный и полномочный посол СССР в Колумбии[2].
- В 1971—1977 годах — на ответственной работе в центральном аппарате МИД СССР.
- С 23 марта 1977 года по 15 сентября 1980 года — чрезвычайный и полномочный посол СССР в Экваториальной Гвинее[3].

С 1981 года — в отставке.